# 콜롬비아역
콜롬비아역(스페인어: Colombia)은 마드리드 지하철의 환승역이다. 8호선과 9호선이 지난다. 마드리드 차마르틴 구의 프린시페 데 베르가라 거리에서 레푸블리카 도미니카나 광장과 콜롬비아 거리와의 교차로 부근에 위치해 있다. 요금구역 상으로는 A구역에 속한다.

## 역사
1983년 12월 30일 9호선의 북쪽 지선 (아베니다 데 아메리카-플라사 데 카스티야 구간 개통과 함께 문을 열었다. 지선 구간에 속했기 때문에 '9b호선'이라 불렸지만 1986년 2월 24일부터 9호선 본선에 속하게 되었다. 프린시페 데 베르가라 거리를 따라 지어진 승강장으로, 북쪽에 출구 두 개와 남쪽에 출구 하나를 둔 일반 정차역이었다.
2001년부터 8호선 승강장 신축공사를 위해 역 운영을 잠시 멈추고, 콘차 에스피나와 피오 XII 방면 운행도 일시 중단되었다. 8호선 승강장은 콜롬비아 거리에 지어져 9호선 승강장과 수직으로 위치하게 되었다. 또 출구 경로를 바꾸어 남쪽 출구를 없애고 8호선 쪽으로 출구 4개를 신설하였으며, 엘레베이터도 설치해 장애인의 접근성을 높였다. 승강장 내부 벽면과 천장 역시 청백색의 비트렉스 소재로 바뀌었다.
2002년 초 9호선의 북쪽 대합실에 한해 다시 운영을 개시하였고, 2002년 5월 22일 8호선 승강장과 나머지 새 대합실도 운영에 들어갔다. 이때부터 콜롬비아 역은 환승역이 되었다.

## 환승 정보
역 주변에 시내버스 정류장이 다섯 곳 있다.
버스
- 시내버스
  - 7, 16, 29, 43, 52, 120번 노선 (주간)
  - N1번 노선 (야간)

지하철
| 마드리드 지하철         | 마드리드 지하철       | 마드리드 지하철                  |
| ----------------------- | --------------------- | -------------------------------- |
| 누에보스 미니스테리오스 | 마드리드 지하철 8호선 | 피나르 델 레이 아에로푸에르토 T4 |
| 피오 XII 파코 데 루시아 | 마드리드 지하철 9호선 | 콘차 에스피나 아르간다 델 레이   |